# Томас Рока, Жоан
Жоан Томас Рока (17 февраля 1951) — стрелок из Андорры, участник 5 летних Олимпиад на протяжении 36 лет.

## Биография
Младший брат Эстеве Томас (род. 1957) принимал участие в соревнованиях по горнолыжному спорту на зимних Олимпийских играх 1976 года в Инсбруке.
Участвовал на 5 Летних Олимпиадах в 1976 в Монреале, 1980 в Москве, 1984 в Лос-Анджелесе, 2000 в Сиднее и 2012 году в Лондоне. Таким образом, между первой и последней Олимпиадой андоррца прошло 36 лет.
Дважды был знаменосцем своей сборной — в 1984 и 2012 годах.
На Олимпиаде-2012 в составе сборной Андорры участвовал в соревнованиях по траншейному стенду, где, набрав 103 балла, занял предпоследнее 33 место.